# Tiendanube
Tiendanube (conocida como Nuvemshop en Brasil) es una multinacional de tecnología con operaciones en Argentina, México, Chile, Colombia y Brasil. Fundada en 2011, desarrolla una plataforma de comercio electrónico basada en la nube que opera bajo el modelo de software como servicio (SaaS), y permite a empresas y emprendedores crear y administrar sus propias tiendas virtuales.
La compañía se originó como un proyecto académico desarrollado en la Facultad de Ingeniería Informática del Instituto Tecnológico de Buenos Aires (ITBA) y, desde su creación, Tiendanube ha fortalecido la presencia en América Latina. Actualmente, más de 170.000 marcas utilizan la plataforma y el volumen anual de ventas procesadas supera los 2.000 millones de dólares estadounidenses.

## Historia
Tiendanube fue fundada en 2011 por los argentinos Santiago Sosa, Alejandro Vázquez, Martín Palombo y Alejandro Alonso. Surgió como resultado de un proyecto académico realizado en la carrera de Ingeniería Informática del Instituto Tecnológico de Buenos Aires (ITBA).
Ese mismo año, la empresa obtuvo un aporte de capital de 300.000 dólares por parte de inversores ángeles. Asimismo, fue seleccionada por el Gobierno de la Ciudad de Buenos Aires para participar durante un período de doce meses en el programa de incubación empresarial Baitec.
En 2012, Tiendanube lanzó su plataforma en Brasil, donde es conocida como Nuvemshop. Al siguiente año, en 2013, Tiendanube recaudó un millón de dólares del fondo de inversión brasileño Trindade Investimentos.
En 2014, Tiendanube creó la Universidad del E-commerce, (actualmente conocida como Ecommerce en Acción, y como Ecommerce na Prática en Brasil) una iniciativa orientada a la enseñanza de ventas en línea, marketing digital y emprendimiento. Este espacio educativo ofrece materiales como e-books, cursos, clases magistrales y entrevistas con emprendedores destacados.
A finales de 2017, la empresa atrajo una nueva inversión de 7 millones de dólares, liderada por Elevar Equity, con la participación de IGNIA, Kaszek Ventures, NXTP Labs y FJ Labs.
En 2019, Tiendanube presentó su nueva identidad de marca.
Para 2020, la empresa obtuvo una inversión de 30 millones de dólares en una ronda liderada por Qualcomm Ventures y Kaszek Ventures, con la participación de FJ Labs, IGNIA, Elevar Equity y un nuevo inversor, Kevin Efrusy, socio emérito de Accel Partners. Ese mismo año, Tiendanube inició operaciones en México. Entre los clientes que adquirieron un plan y permanecieron en la plataforma, el número de tiendas online registradas se incrementó en un 197%.
En 2021, Tiendanube recibió una inversión de 89 millones de dólares, liderada por Accel Partners, inversor internacional en empresas como Meta, Spotify y Slack, entre otras. También participaron en esta ronda Thorntree Capital, Qualcomm Ventures, Kaszek Ventures y Kevin Efrusy.
Ese año, Tiendanube alcanzó el estatus de unicornio en Latinoamérica tras recibir una ronda de inversión Serie E por 500 millones de dólares, liderada por Insight Partners y Tiger Global. La ronda contó también con la participación de Alkeon, Owl Rock, Sunley House Capital, VMG Partners, y los inversores actuales de la compañía, incluyendo Accel, Kaszek, Kevin Efrusy, Qualcomm Ventures LLC y ThornTree Capital. Con este aporte financiero, Tiendanube alcanzó una valoración de 3,1 billones de dólares, convirtiéndose en la quinta startup más valiosa de la región.
En el primer trimestre de 2022, la compañía lanzó Tiendanube Evolución, una solución tecnológica dirigida a medianas y grandes empresas. Además, presentó Pago Nube, su solución de pagos en línea, disponible en Argentina. Allí, la plataforma procesa el 25% del volumen de ventas generadas a través de Tiendanube. A finales de ese año, comenzó operaciones en Colombia, respaldada por una inversión de 10 millones de dólares, con el objetivo de impactar a 5,7 millones de micro y medianos empresarios del país.
En 2023, abrió operaciones en Chile, con un respaldo de 10 millones de dólares. En los primeros cuatro meses, la compañía experimentó un crecimiento del 35% en ese país.
En los primeros meses de 2024, Tiendanube lanzó Envío Nube, una solución logística desarrollada para optimizar la gestión de envíos de las tiendas que operan en su plataforma. El servicio fue habilitado en Argentina. Además, anunció la solución Punto de Venta, diseñada para integrar la gestión de tiendas físicas y virtuales desde una misma plataforma.
Al finalizar 2024, Tiendanube dio a conocer la inversión de más de 3,5 millones de dólares en Marketing Nube, una unidad de negocio destinada a consolidar sus soluciones de marketing en la región.